# Симкинське лісничество
Си́мкинське лісни́чество (рос. Симкинское лесничество, ерз. Симкинской Лесничество) — селище у складі Беликоберезниківського району Мордовії, Росія. Входить до складу Симкинського сільського поселення.
Стара назва — Симкинське Лісничество.

## Населення
Населення — 39 осіб (2010; 56 у 2002).
Національний склад (станом на 2002 рік):
- ерзяни — 93 %